# ヘイナウド・フェリスビーノ
レラ（Lela）ことヘイナウド・フェリスビーノ（ポルトガル語: Reinaldo Felisbino、1962年4月17日 - ）は、ブラジルの元サッカー選手、現サッカー指導者。選手時代のポジションはFW。

## クラブ歴
サンパウロ州バウルに生まれた。地元のECノロエスチで選手となり、インテル・ジ・リメイラ、フルミネンセFCを経て、コリチーバFCに加入。1985年に同クラブの主将を務め、カンピオナート・ブラジレイロ・セリエA制覇に貢献した。

## 家族
息子のアレクサンドロ、リシャルリソン、義理の息子であるデコもサッカー選手。